# Extended play

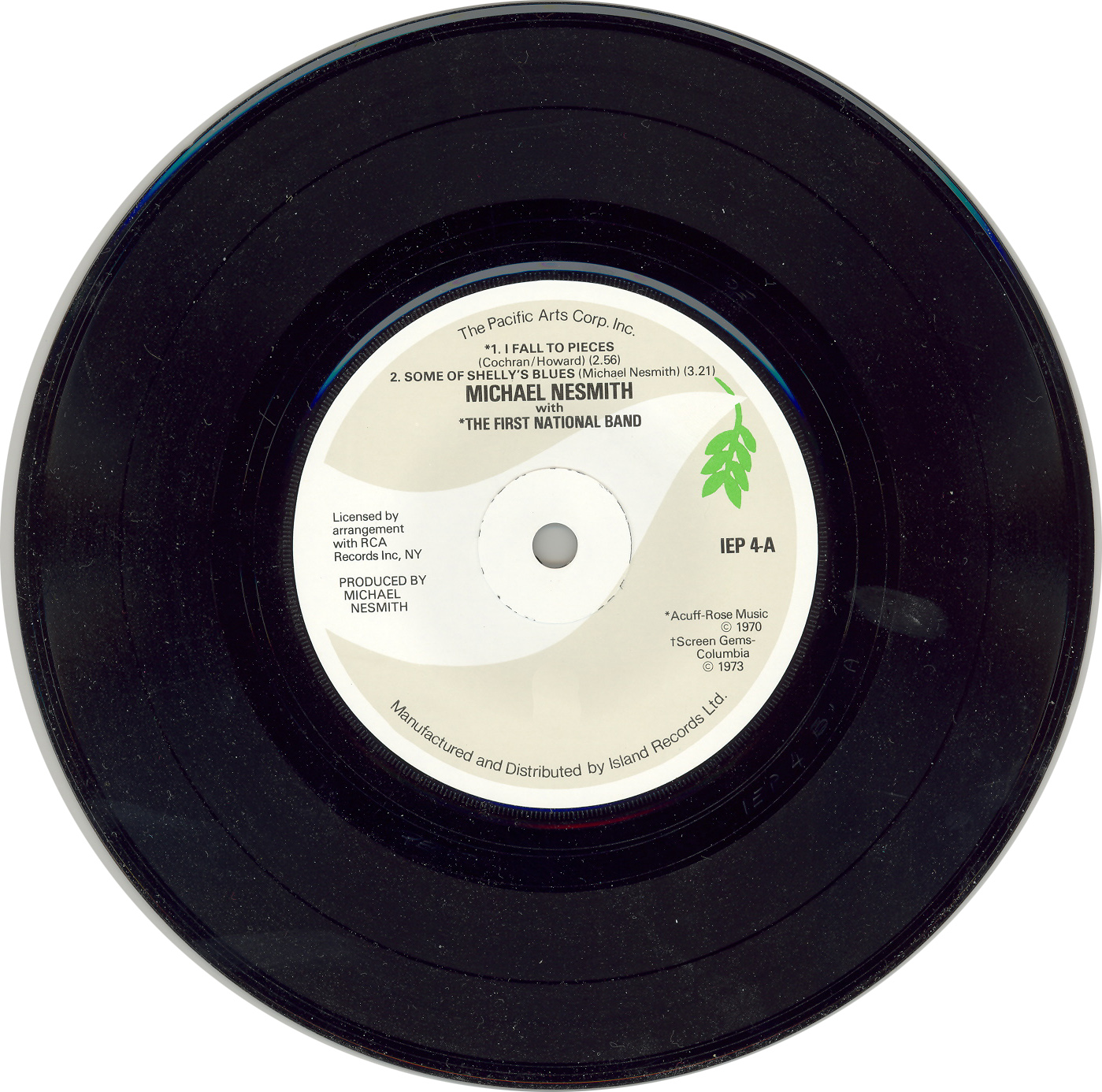
Disco in vinile a riproduzione estesa

L'extended play, abbreviato in EP, è un supporto fonografico (in vinile, CD, musicassetta, download digitale o altro) che contiene più tracce rispetto ad un singolo, ma che, similmente al mini LP, non può essere classificato come album discografico. L'EP generalmente non contiene tante tracce quante quelle contenute in un album e viene considerato "meno costoso e più veloce" da produrre per un artista, rispetto alla produzione di un album. La definizione EP originalmente era riferita a uno specifico tipo di disco in vinile diverso da 78 giri, standard play e long playing, ma viene ora applicato anche a CD e download digitale.
Ricardo Baca del Denver Post afferma che "gli EP - originalmente extended-play, singole pubblicazioni più brevi rispetto ad un album tradizionale - sono da tempo molto diffusi tra i gruppi punk e indie perché aiutano a far conoscere nuovi gruppi che altrimenti non riuscirebbero a riempire un intero album".

## Definizione
Il dizionario Garzanti definisce il termine EP come una esecuzione estesa nei dischi microsolco a 45 giri. Similmente l'Oxford Dictionary definisce extended-play un disco di maggiore durata rispetto ai singoli oppure un nastro audio o video di durata maggiore rispetto allo standard.
Nel Regno Unito, la Official Charts Company definisce come confine tra EP e album la durata massima di 25 minuti o un massimo di quattro tracce (senza contare versioni alternative dei medesimi brani, se presenti). Similmente TuneCore definisce EP quei titoli che contengono un totale di massimo 4-6 brani per la durata minima totale di 10 minuti e massima di 30.
Negli Stati Uniti la RIAA, la medesima organizzazione che decreta i titoli di "disco d'oro" e "disco di platino" in base alle vendite, definisce come EP i supporti contenenti dalle 3 alle 5 canzoni o comunque sotto i 30 minuti di durata. D'altro canto, le regole della Recording Academy per i Grammy stabilisce che ogni pubblicazione con cinque o più tracce sopra i 15 minuti di durata dev'essere considerata "album", senza menzionare gli EP.
Il sito Music Industries How To definisce come EP una raccolta di canzoni che gli artisti sfruttano come mezzo promozionale per far conoscere la propria musica, più lungo rispetto ad un singolo, ma di durata minore rispetto ad un album. Il numero di tracce complessive contenute in un EP è normalmente di 4, ma può arrivare fino a 6. Il termine viene comunque più comunemente utilizzato per i titoli su vinile, anche se oggi giorno viene spesso associato anche alle uscite su CD o su download digitale, la cui durata normalmente è circa la metà di un album di lunga durata, indifferentemente dal numero delle tracce contenute.
Il mini-LP è in molti casi un sinonimo di EP, anche se viene considerato un formato intermedio tra EP ed LP, tuttavia diffuso più comunemente negli anni ottanta e contenente anch'esso dai 20 ai 30 minuti di musica. Parimenti il marchio RCA Qdisc veniva utilizzato durante i primi anni ottanta per identificare quelli che vengono ora comunemente definiti tanto EP quanto mini-LP.

## Storia

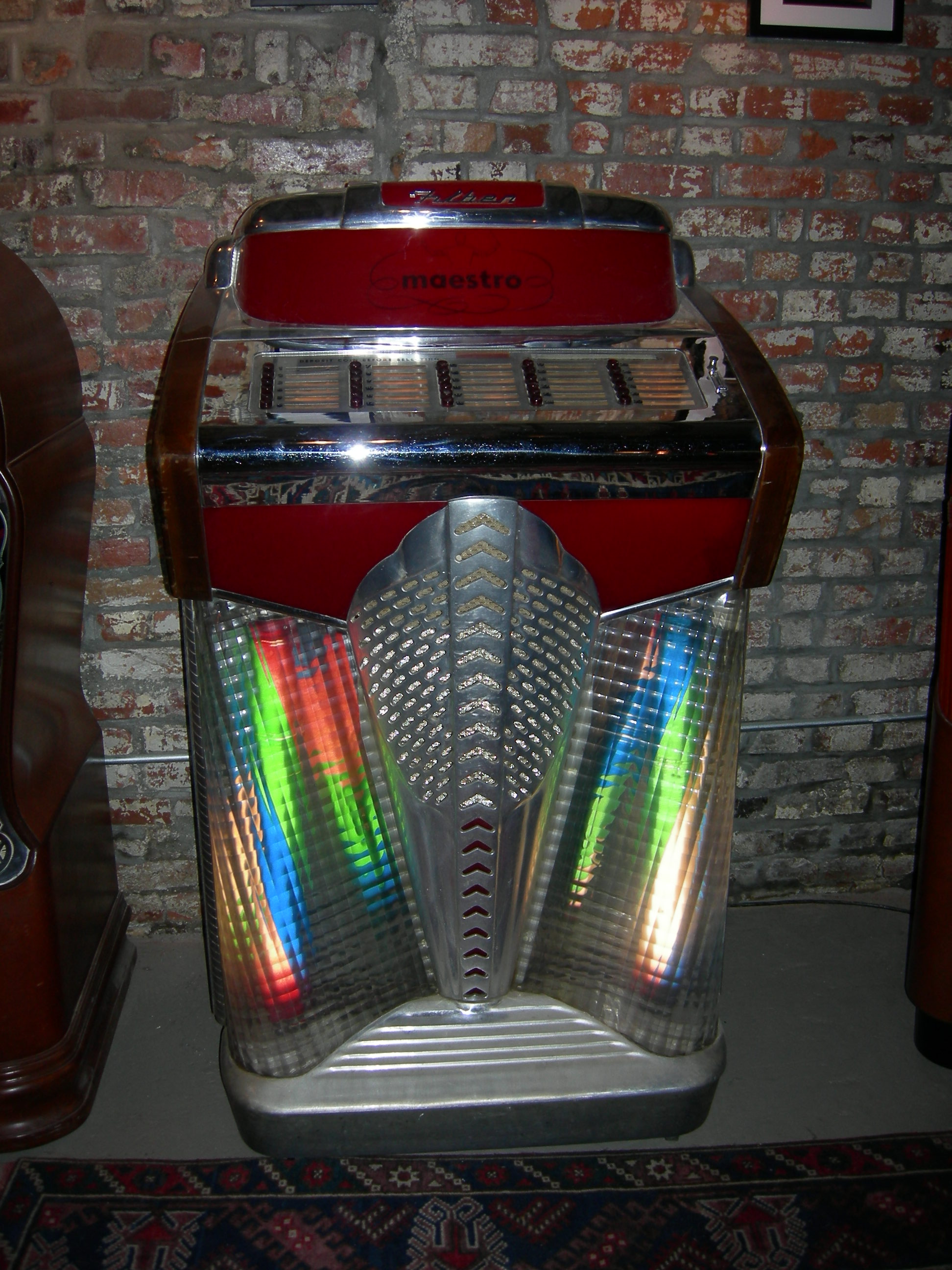
Un jukebox del 1948 Filben FP-300 Maestro 78 rpm

Gli EP sono stati distribuiti in vari formati e dimensioni nelle differenti epoche. Le prime registrazioni multitraccia, pubblicate attorno al 1919 dalla Grey Gull Records, erano dischi 78 giri incisi con il metodo vertical cut, conosciuti con il nome di dischi "2-in-1". Questi avevano solchi più sottili degli usuali, come ad esempio i dischi della Edison Disc Records. Dal 1949, quando i 45 giri e gli LP a 33 giri erano formati competitivi, i singoli da 7" avevano una durata massima di quattro minuti per lato.
In parte come tentativo di competere con l'LP introdotto nel 1948 dalla rivale Columbia, la RCA Victor introdusse il formato extended play su 7" a 45 giri con due canzoni per lato durante il 1952. I solchi più vicini, ottenuti abbassando il livello di incisione e ottimalizzando la compressione del suono, hanno permesso di portare la durata dei dischi 7" da sette minuti e mezzo, pur mantenendo la velocità a 45 giri. Gli LP da 10", formato abitualmente utilizzato fino alla metà degli anni cinquanta, venivano suddivisi in due EP 7" o gli LP da 12" divisi in tre EP 7", venduti separatamente o riuniti in un'unica edizione con copertina apribile. Questa pratica divenne via via meno comune con la commercializzazione di giradischi a tre velocità.
All'inizio dell'era degli LP, alcuni album di musica classica venivano distribuiti anche in formato EP, come nel caso delle sette opere che Arturo Toscanini diresse alla radio tra il 1944 e il 1954. Questi EP di musica lirica, originalmente trasmessi dalla radio NBC e stampati dalla RCA, proprietaria del network NBC, erano disponibili sia in formato 45 giri che 33 giri e negli anni novanta vennero ristampati in CD. La RCA ottenne un buon successo di vendite di questo formato con i suoi artisti di punta: Elvis Presley pubblicò 28 EP tra il 1956 e il 1967, molti dei quali raggiunsero i vertici della classifica di Billboard dedicata agli EP in questo breve periodo di popolarità del formato.
Durante gli anni cinquanta, la RCA pubblicò molti EP tratti dai film di Walt Disney, contenenti sia le storie narrate che le canzoni (sul finire degli anni sessanta e gli inizi dei settanta vennero distribuiti anche in Italia in nuove versioni interpretate da Angela Cicorella su EP 7" a 33 giri). Questi dischi abitualmente venivano interpretati dal cast originale degli attori o doppiatori. Ogni album conteneva due dischi 7" più un libretto illustrato con il testo del disco, così che i bambini potessero seguire la storia leggendo (veniva suonato un campanello nel disco quando si doveva girare pagina). Alcuni titoli di questa serie comprendevano Biancaneve e i sette nani, Pinocchio e, tra i più recenti, Ventimila leghe sotto i mari, che venne presentato nel 1954. Il disco di 20.000 leghe rappresentò un'anomalia, dato che non impiegò il cast originale del film e quasi dieci anni più tardi un LP con una sceneggiatura quasi identica, ma un cast ancora differente, venne commercializzato dalla Walt Disney Records unitamente alla ridistribuzione del film nel 1963.
A causa della popolarità del 7" e di altri formati, i 10" a 78 giri standard play divennero meno popolari e la produzione di tale formato in Giappone venne definitivamente sospeso nel 1963. Negli anni cinquanta e sessanta, gli EP venivano spesso utilizzati come compilation di singoli o campioni con quattro brani rappresentativi di album e venivano normalmente stampati su 7" a 45 giri, con due canzoni per ogni lato.
A parte quelli pubblicati dalla RCA, gli EP erano relativamente poco comuni negli Stati Uniti e Canada, ma erano molto venduti nel Regno Unito e in alcuni altri Paesi europei durante gli anni sessanta e settanta. La rivista Record Retailer pubblicò la sua prima classifica degli EP nel 1960. NME, Melody Maker, Disc and Music Echo e il Record Mirror continuarono a inserire gli EP nelle proprie liste di singoli. L'EP dei BeatlesTwist and Shout superò la vendita dei singoli per qualche settimana nel 1963. Quando la BBC e Record Retailer commissionarono al British Market Research Bureau una classifica, questa venne ristretta ai singoli e gli EP sparirono dalle liste.
Nelle Filippine gli EP 7" venivano commercializzati come "mini LP" (ma distinti dai mini LP degli anni ottanta), dove vennero introdotti nel 1970, con tracce estratte da un album e assemblate in modo da ricordare l'album da cui venivano tratte. Questo formato di mini Lp divenne popolare anche negli Stati Uniti durante i primi anni settanta per pubblicazioni promozionali e anche per venire utilizzati nei jukebox. Stevie Wonder incluse un EP bonus di 4 tracce nel suo doppio LP Songs in the Key of Life nel 1976.
Durante gli anni settanta e ottanta ci fu un declino della standardizzazione e gli EP venivano pubblicati in diversi formati: su 7", 10" o 12" di velocità sia a 45 giri che a 33 giri. Alcuni EP umoristici utilizzavano forme e colori strambi e una parte di essi erano picture disc.
Gli Alice in Chains furono il primo gruppo a raggiungere il primo posto nella classifica degli album di Billboard. Jar of Flies venne distribuito il 25 gennaio 1994. Nel 2004 l'EP Collision Course, frutto di una collaborazione tra i Linkin Park e Jay-Z, fu il secondo a raggiungere il primo posto di tale classifica. Nel 2010 il cast della serie televisiva Glee furono i primi ad avere due EP al primo posto: Glee: The Music, The Power of Madonna, nella settimana dell'8 maggio, e Glee: The Music, Journey to Regionals, nella settimana del 26 giugno.
Nel 2010 la Warner Bros. Records riportò in auge il formato con la serie Six-Pack, che offriva sei canzoni su un compact disc.

## Tipologia

### Gli EP in vinile
Gli EP in vinile possono essere di formato 7", 10" o 12", girare tanto a 45 giri quanto a 33 giri al minuto e contenere normalmente 4 tracce. Durante gli anni cinquanta e sessanta gli EP erano pubblicati normalmente su 7" a 45 giri, con solchi più ravvicinati e perciò di durata maggiore, e contenevano due tracce per lato.
Quando le tracce cominciano ad essere cinque o più e il disco a superare i 25 minuti di durata, ci si trova più propriamente davanti a un mini-LP, mentre nel caso di 7" a 45 giri con tre canzoni vengono usate altre denominazioni (in genere disco tris) e, comunque, ci si trova davanti a un singolo, viene infatti seguita la stessa numerazione di catalogo dei singoli, mentre gli extended play seguono una numerazione propria.
Gli EP su vinile sono stati usati tanto per raccogliere canzoni già pubblicate su singolo o su LP, tanto quanto per lanciare nuove canzoni. Questi EP non sempre hanno un titolo, talvolta riportano sul fronte della copertina le quattro tracce in esso contenute, che quindi diventano il titolo vero e proprio del supporto.
A partire dagli anni ottanta divenne consuetudine pubblicare EP su vinile 12" a 33 giri, più raramente su 10", con numero di brani da 3 in su. Come nel caso ad esempio di: Searching For Satori EP (contenente 3 brani) dei Bauhaus; The Reptile House E.P. (contenente 6 brani) dei Sisters of Mercy; Baby EP (contenente 3 brani) dei Prozac+; Ahia! (contenente 7 brani) dei Pinguini Tattici Nucleari.
Gli EP in vinile trovano spazio anche nelle produzioni di musica techno o house dove viene utilizzato per facilitare il mixaggio ai DJ nelle discoteche.

### Gli EP in CD
Gli EP pubblicati originalmente su CD durante gli anni novanta, normalmente superano il numero di 4 tracce, arrivando fino a 6, e solitamente contengono materiale inedito. Esempio di questo tipo di EP è Someday (I Will Understand) di Britney Spears, distribuito dalla BMG nel 2005 in Giappone. Include cinque tracce, di cui quattro sono brani differenti tra loro, mentre l'ultima traccia è un remix della titletrack. Da questo esempio, si comprende che la catalogazione dei CD non avviene soltanto contando il numero di tracce, ma considerando anche se i brani sono inediti e quanti ce ne sono di diversi sul medesimo supporto.